# 上野天満宮

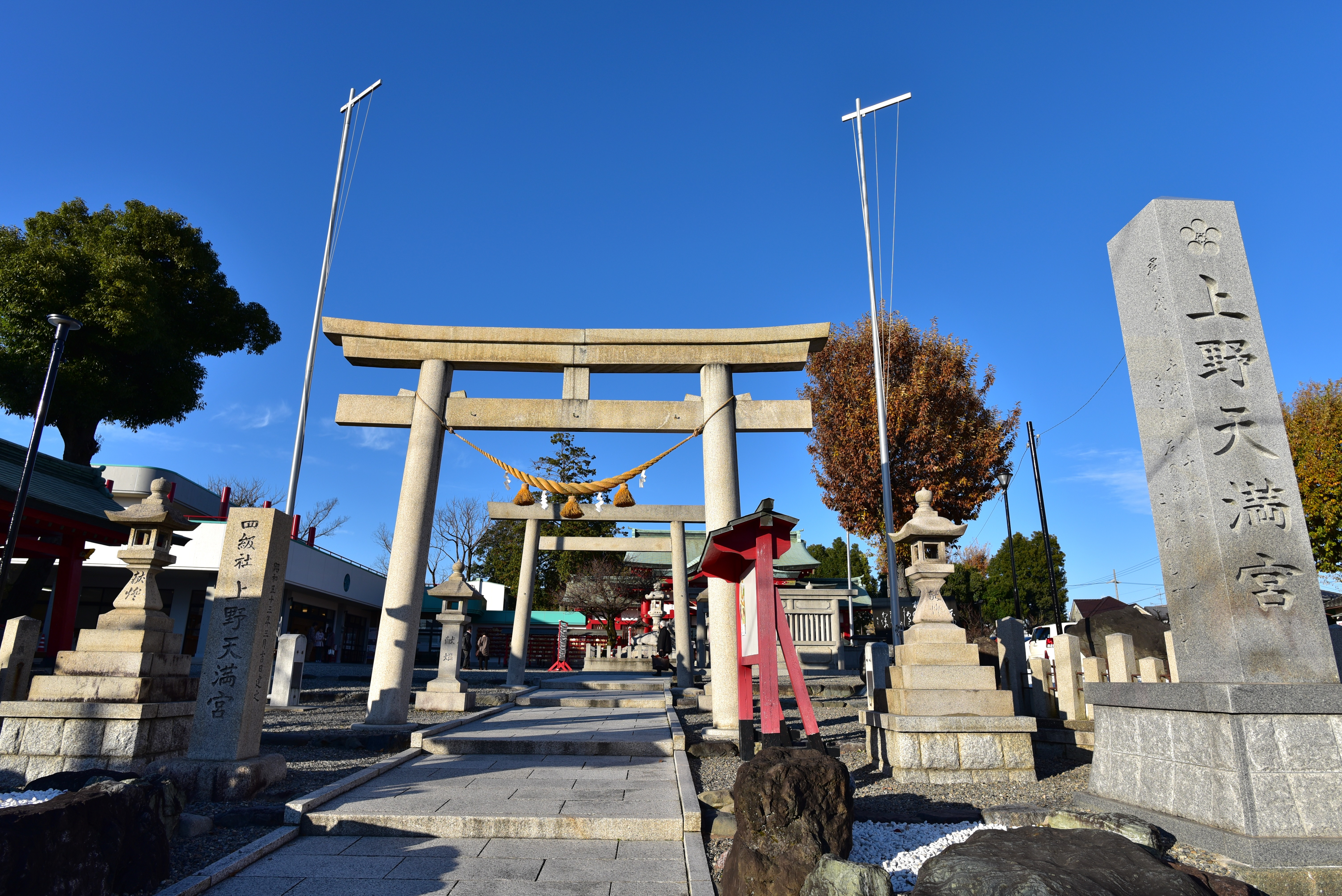
鳥居

上野天満宮（うえのてんまんぐう）は、愛知県名古屋市千種区赤坂町にある神社。（天満宮）。

## 概要
無病息災、各種試験への合格祈願に御利益があるとされ、名古屋天神とも呼ばれる。名古屋市により史跡・名勝に指定されている。

## 歴史
起源
平安時代中期に安倍晴明一族が当地に住んだ頃、菅原道真の御神霊を祀ったのが起源とされる。

## 祭事
- 1月1日：一番祈祷
- 1月15日：うそ替え / 左義長祭
- 1月25日：初天神
- 7月24日・25日：夏越しの祓（茅の輪神事 / 赤丸虫封じ）
- 10月24・25日：例祭

## その他
全国各地の天満宮の多くにも共通することだが、上野天満宮の境内にも二体の『なで牛』と呼ばれる牛像があり、頭をなでると賢くなる、身体の具合の悪いところをなでると良くなると言われる。
この神社はCBCテレビ系ドラマ「キッズ・ウォー」シリーズのロケ地として使われた。

## 所在地・アクセス
- 名古屋市千種区赤坂町4丁目89番地
- 名古屋市営地下鉄名城線 - 砂田橋駅から徒歩で約15分。
- 名古屋市営バス - 基幹バス、基幹2系統「谷口」バス停から徒歩で約5分。
- 名鉄バス - 基幹バス系統「谷口」バス停から徒歩で約5分。